# Eparchia Mar Addai w Toronto
Eparchia Mar Addai w Toronto (ang. Eparchy of Mar Addai of Toronto) – eparchia Kościoła chaldejskiego z siedzibą w Toronto, obejmująca wszystkich wiernych tego obrządku zamieszkałych w Kanadzie. Została ustanowiona 10 czerwca 2011, pierwszym ordynariuszem został iracki duchowny pracujący dotąd w Iranie, arcybiskup Hanna Zora. Eparchia podlega bezpośrednio Stolicy Apostolskiej. 

## Eparchowie

### Eparcha
- bp Robert Jarjis – (od 2021)